# San Pio delle Camere
San Pio delle Camere é uma comuna italiana da região dos Abruzos, província de Áquila, com cerca de 554 habitantes. Estende-se por uma área de 17 km², tendo uma densidade populacional de 33 hab/km². Faz fronteira com Barisciano, Caporciano, Carapelle Calvisio, Castelvecchio Calvisio, Prata d'Ansidonia.

## Demografia
| Variação demográfica do município entre 1861 e 2011                               |
|                                                                                   |
| Fonte: Istituto Nazionale di Statistica (ISTAT) - Elaboração gráfica da Wikipedia |